# Пољубац
Пољубац је додир уснама као гест наклоности, безличан поздрав, израз поштовања или најинтензивнији љубавни тренутак.
Наука која проучава љубљење назива се филематологија, а међународни дан љубљења је 5. фебруара. Једине животиње које се љубе у уста су шимпанзе, орангутани и мачке. Одбојност према љубљењу је распрострањенија међу припростим људима и за њих је пољубац нека врста примитивног акта. Пољупцем у образ често изражавамо срдачан поздрав, добродошлицу, честитке, док је пољубац мушкарца и жене најнежнији и најснажнији љубавни додир, који одаје жељу љубавника за потпуним телесним и душевним стапањем.

## Историја
Антрополози су подељени у две школе у погледу порекла љубљења, једни верује да је оно инстинктивно и интуитивно, а други да је еволуирало од онога што је познато као пољубац храњења, процес који користе мајке да хране своју децу преносећи сажвакану храну у уста својих беба.
Најраније спомињање понашања сличног љубљењу долази из ведских, санскритских писама којима су информисани поборници хиндуизма, будизма и џаинизма, пре око 3.500 година, према Ваугн Бријанту, антропологу при Текас А&М универзитету, који се специјализирао у теми историје пољупца.
Љубљење уснама и језиком се спомињу у сумерој поезији.

## Врсте пољупца
Кристофер Нироп је идентификовао низ типова пољубаца, укључујући пољупце из љубави, привржености, мира, поштовања и пријатељства. Он, међутим, напомиње да су категорије донекле измишљене и да се преклапају, а неке културе имају више врста, укључујући Французе са двадесет, а Немце са тридесет.
- Честитарски пољубац изражава добре намере и подршку и у њему се уснама додирну образи.
- Конвенционални или друштвени пољубац је такође додир образа уснама, а знак је добродошлице или пријатељства.
- Платонски пољубац је брзи плахи додир затворених усана и нема еротских примисли. Њиме се најчешће љубе девојчице и дечаци.
- Доновски пољубац или мафијашки пољубац у руку је понизни знак поштовања.
- Јудин пољубац је најпознатији међу неполним пољупцима и симболизује издају.
- Лептирски пољубац представља додиривање образа или трепавица партнера трепавицама.
- Ескимски пољубац је заправо трљање носа једно о друго.
- Кафкијански пољубац започиње готово без еротског набоја, затим се појачава.
- Ничеански пољубац је низ пољубаца само једног партнера који својим љубљењем другога партнера доводи до узбуђености.
- Слепи пољубац је са затвореним очима и у правилу доводи до веће узбуђености у телу или љубавник на тај начин сакрива говор очију у којима се зенице шире како расте узбуђеност и открива спремност на даљи корак.
- Оргазмички пољубац узрокује оргазам, а доживљавају га тинејџери или жене које се ријетко љубе.
- Пољупци тела дају се у ерогене зоне попут врата, дојки, унутрашње стране надлактице, леђа, трбуха или неког другог дела тела с којег се снажни подражаји брзо шире према средиштима у мозгу.
- Француски пољубац (french kiss) је један од најпознатијих и најпожељнијих међу љубавницима. Дуготрајни влажни уста на уста пољубац укључује и рад језика и зуба па је идеалан увод у добар секс, с обзиром да се уз пољупце укључују и угризи па пољубац у кратко време може постати врло жесток. Започиње почетним пољупцем у којем се усне једва дотакну, након тога се благо сусретну вршци језика што потиче жељу за чвршћим и интимнијим додирима.

## Деловање пољупца
За пољубац у образ суделују само два фацијална мишића док се за врући влажни пољубац укључе више од 34 мишића лица. Рецептори на језику примају 28 пута снажнији подражај него вршци прстију. Њежни додири усана узрокују узбуђење које избија на површину коже, која почне црвењети и стога љубавници не могу негирати пожуду која се јасно чита на кожи. Њежни и дубоки пољупци откривају квалитету љубавних односа партнера, јер кроз такве пољупце партнери се у потпуности предају другоме и прешутно допуштају поседовање. Потпуни љубавни доживљај тражи и целовито отварање па у тренуцима телесног сједињења уста постају орган спајања. Знак за озбиљну кризу у односима међу партнерима и престанак везе у правилу показује када пољупци почињу изостајати. Према психоаналитичару Сигмунду Фројду уста симболизују полност, а пољубац храну, па ускраћивањем пољубаца партнеру ускраћујемо и толико потребну емотивну храну и блискост.
Примерени, оптимални пољупци стварају осјећај угоде и смирења и доприносе физичкој равнотежи тела, повећавају одбрамбене способности организма, подмлађују кожу и мишиће лица, уклањају стрес и подижу самопоштовање.
Страствени, необуздани пољупци узрокују орканска узбуђења у целом телу, убрзава се рад свих органа, плућа, мозга, срца. Срце ради 30 до 60 посто брже, крв брже циркулира, повећава се крвни притисак, повисује телесна температура за пола степена. Мада врло ретко, али комбинација високог притиска и повећаног оптерећења мозга може водити можданом удару. Због претераног оптерећења организма такви пољупци скраћују живот за три минута. Уједно ватрени пољупци троше 50 до 100 калорија и повећавају изгарање масних наслага у телу.
Уз пољубац с партнером измењујемо и воду, соли, беланчевине, излучевине различитих жлезда и приближно 25 милиона разних микроорганизама.

## Пољубац у писаној и визуелној уметности
Пољубац је чест мотив, у бајци браће Грим принц пољупцем буди успавану Трнову ружицу, Јуда Искариотски је издао Исуса пољупцем, док је у СФ филму Матрикс, главни јунак (Нео) враћен на овај свет пољупцем своје љубави (Тринити).
У бајкама принцезе љубе зачаране жабе које се потом претварају у прекрасне принчеве.

## Различити обичаји пријатељског љубљења
Срби се данас пољубе три пута у образ, при доласку у госте и при одласку, при честитању празника, рођендана... Французи то чине четири пута. Лазар Томановић пише 1885. године да се с једним Црногорцем пољубио по црногорски, у рамена. 

## Биологија и еволуција
Унутар природног света других животиња, постоје бројне аналогије љубљења, примећује Кроули, као што су „додиривање кљунова птица, катаглотизам голубова и антенска игра неких инсеката“. Чак и међу сисарима као што су пас, мачка и медвед, примећује се слично понашање.‍:114
Антрополози нису дошли до закључка да ли је љубљење научено или је понашање из инстинкта. То може бити повезано са понашањем неговања које се такође види међу другим животињама, или настаје као резултат тога што мајке премастикују храну за своју децу. Примати не рачунајући људе такође показују понашање љубљења. Пси, мачке, птице и друге животиње користе лизање, њушкање и неговање међу собом, као и према људима или другим врстама. Ово понекад посматрачи тумаче као врсту љубљења.
Претпоставља се да је љубљење код људи еволуирало од директног регургитације хране уста на уста (храњење пољупцем) од родитеља ка потомству или мужјака на жену (храњење при удварању) и примећено је код бројних сисара. Сличност у методама између храњења пољупцима и дубоких људских пољубаца (нпр. француски пољубац) је прилично изражена; у првом, језик се користи за гурање хране из уста мајке ка детету, при чему дете прима мајчину храну и језик у покретима сисања, а други је исти, али се изузима премастиране хране. Заправо, кроз посматрања различитих врста и култура, може се потврдити да је чин љубљења и премастификације највероватније еволуирао из сличног понашања храњења заснованог на односима.

### Физиологија
Љубљење је сложено понашање које захтева значајну мишићну координацију која укључује укупно 34 мишића лица и 112 постуралних мишића. Најважнији међу њима је мишић орбикуларис орис, који се користи за набирање усана и неформално познат као мишић за љубљење. У случају француског пољупца, језик је такође важна компонента. Усне имају много нервних завршетака који их чине осетљивим на додир и ујед.

### Здравствене користи
Љубљење подстиче производњу хормона одговорних за добро расположење: окситоцина који ослобађа осећај љубави и јача везу са партнером, ендорфина – хормона одговорног за осећај среће – и допамина, који стимулише центар задовољства у мозгу. Редовно љубљење штити од депресије. Наклоност генерално има ефекте на смањење стреса. Посебно је љубљење проучавано у контролисаном експерименту и установљено је да повећање учесталости љубљења у брачним и ванбрачним везама резултира смањењем перципираног стреса, повећањем задовољства везом и снижавањем нивоа холестерола.

### Пренос болести
Љубљење у усне може довести до преношења неких болести, укључујући инфективну мононуклеозу (познату као „болест пољупца”) и херпес симплекс када су инфективни вируси присутни у пљувачки. Истраживања показују да је контракција HIV-а путем љубљења крајње мало вероватна, иако је 1997. године постојао документован случај HIV инфекције љубљењем. Жена и заражени мушкарац су имали обољење десни, те се преношење одвијало преко крви мушкарца, а не преко пљувачке.